# Asteroides que creuen l'òrbita de la Terra

Classificació dels asteroides que creuen l'òrbita de la Terra.

Un asteroide que creua l'òrbita de la Terra és un asteroide proper a la Terra l'òrbita de la qual creua la d'aquesta quan és observat des del pol eclíptic de l'òrbita de la Terra. A aquests planetes menors se'ls classifica en tres grups; Asteroides Atón, si el seu semieix major és menor que el de la Terra; si el semieix és major al terrestre es denominen asteroides Apol·lo; i també es troben els Asteroide Amor, si la seva òrbita conté totalment a la de la Terra.
Un asteroide amb una òrbita que creua la de la Terra necessàriament no està en perill de col·lisió amb ella. L'òrbita d'aquest tipus d'asteroides fins i tot pot no intersectar amb la de la Terra, aquesta aparent contradicció es deu al fet que alguns asteroides tenen òrbites molt inclinades, i per això poden tenir un periheli més petit que el de la Terra i no obstant això els seus camins mai es creuaran. Un asteroide pel qual existeix alguna possibilitat de col·lisió amb la Terra en el futur, i que tingui una certa grandària, es classifica com a asteroide potencialment perillós o PHA (per les sigles del seu nom anglès potentially hazardous asteroid). Especialment, un asteroide és un PHA si la seva distància mínima d'intersecció orbital (MOID) amb la Terra és menor que 0,05 ua i la seva magnitud absoluta és 22 o menor.
Tenir un petit MOID no és una garantia de col·lisió. D'altra banda, les petites pertorbacions gravitacionals que l'asteroide pot sofrir durant el seu pas pels planetes propers a la seva òrbita poden alterar significativament el seu camí. Per exemple, (99942) Apophis s'aproximarà tan a prop a la Terra el 2029 que pot fins i tot passar per sota d'alguns satèl·lits geoestacionaris de la Terra. Aquesta canviarà la trajectòria d'Apofis i el resultat pot ser que fins i tot s'apropi àdhuc més a la Terra la propera vegada, possiblement el 2036. No és possible predir amb precisió la trajectòria d'aquest asteroide a causa d'aquesta trobada, de 2029, perquè la seva òrbita actual no se sap amb la suficient alta precisió i petites variacions anteriors a la trobada planetària poden provocar grans diferències després del mateix.
D'entre tots els asteroides que creuen l'òrbita de la Terra sobresurt (3753) Cruithne, per tenir una òrbita amb el mateix període que la Terra.

## Llista d'asteroides

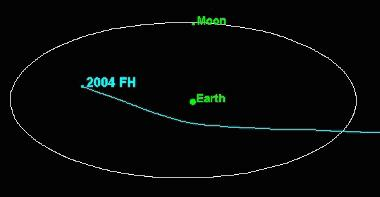
Trajectòria d'aproximació de 2004 FH en el sistema Terra-Lluna

Albirament de l'asteroide proper a la Terra 2004 FH al març de 2004. L'altre objecte que parpelleja és un satèl·lit artificial.

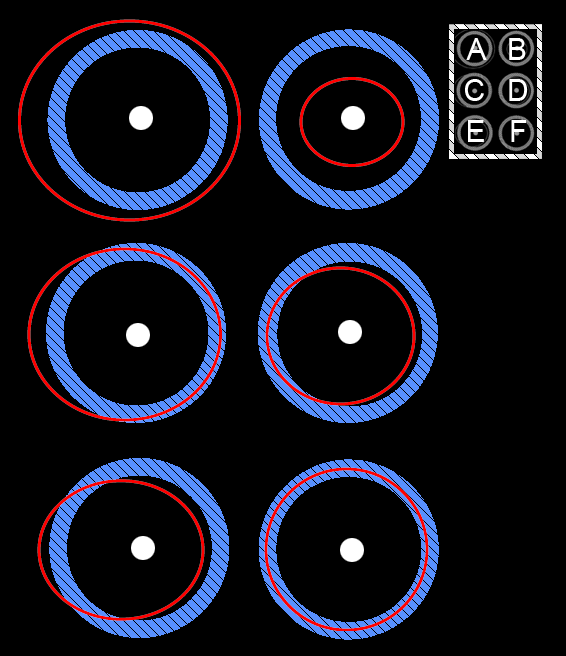
El gràfic mostra les diferents possibilitats de configuració orbital d'un asteroide (òrbita vermella) respecte d'un planeta (orbitant dins de la franja blava, delimitada pel periheli i l'Afeli)
A, B: l'òrbita de l'asteroide és externa (o interna) respecte a la del planeta.
C, D: l'òrbita de l'asteroide es manté a prop externament (o internament) de la del planeta.
I: l'òrbita de l'asteroide interseca amb la del planeta.
F: asteroide i planeta són coorbitals.

A continuació es llisten els asteroides que s'han identificat com a asteroides que creuen l'òrbita de la Terra:
- (1566) Ícar
- (1620) Geographos
- (1685) Toro
- (1862) Apol·lo
- (1863) Antinous
- (1864) Daedalus
- (1865) Cerberus
- (1866) Sisyphus
- (1981) Midas
- (2062) Aten
- (2063) Baco
- (2100) Ra-Shalom
- (2101) Adonis
- (2102) Tantalus
- (2135) Aristaeus
- (2201) Oljato
- (2212) Hephaistos
- (2329) Orthos
- (2340) Hathor
- (3103) Eger
- (3200) Faetón
- (3360) Syrinx
- (3361) Orpheus
- (3362) Khufu
- (3554) Amun
- (3671) Dionysus †
- (3752) Camillo †
- (3753) Cruithne
- (3838) Epona
- (4015) Wilson–Harrington †
- (4034) Vishnu
- (4179) Toutatis
- (4183) Cuno
- (4197) Morpheus
- (4257) Ubasti
- (4341) Poseidon
- (4450) Pan
- (4486) Mithra
- (4544) Xanthus
- (4581) Asclepius
- (4660) Nereus
- (4769) Castalia
- (4953) 1990 MU
- (5011) Ptah
- (5131) 1990 BG
- (5143) Heracles
- (5189) 1990 UQ
- (5381) Sekhmet
- (5496) 1973 NA
- (5590) 1990 VA
- (5604) 1992 FE
- (5645) 1990 SP
- (5660) 1974 MA
- (5693) 1993 EA
- (5731) Zeus
- (5786) Talos
- (5828) 1991 AM
- (6037) 1988 EG
- (6047) 1991 TB1
- (6053) 1993 BW3 †
- (6063) Jason
- (6239) Minos
- (6455) 1992 HE
- (6489) Golevka †
- (6611) 1993 VW
- (7025) 1993 QA †
- (7092) Cadmus
- (7335) 1989 JA
- (7341) 1991 VK
- (7350) 1993 VA
- (7482) 1994 PC1
- (7753) 1988 XB
- (7822) 1991 CS
- (7888) 1993 UC
- (7889) 1994 LX
- (8014) 1990 MF
- (8035) 1992 TB
- (8176) 1991 WA
- (8201) 1994 AH2
- (8507) 1991 CB1
- (8566) 1996 EN
- (9058) 1992 JB †
- (9162) Kwiila
- (9202) 1993 PB
- (9856) 1991 EE
- (10115) 1992 SK
- (10145) 1994 CK1
- (10165) 1995 BL2
- (10563) Izhdubar
- (10636) 1998 QK56
- (11066) Sigurd
- (11311) Peleus †
- (11405) 1999 CV3
- (11500) Tomaiyowit
- (11885) Summanus
- (12538) 1998 OH
- (12711) Tukmit
- (12923) Zephyr †
- (13651) 1997 BR
- (14827) Hypnos
- (16816) 1997 UF9
- (16834) 1997 WU22
- (16960) 1998 QS52
- (17181) 1999 UM3
- (17182) 1999 VU
- (17188) 1999 WC2
- (17511) 1992 QN
- (20236) 1998 BZ7
- (20425) 1998 VD35
- (20429) 1998 YN1
- (20826) 2000 UV13
- (22099) 2000 EX106
- (22753) 1998 WT
- (22771) 1999 CU3
- (23187) 2000 PN9
- (24443) 2000 OG
- (24445) 2000 PM8 †
- (24761) Ahau
- (25143) Itokawa
- (25330) 1999 KV4
- (26379) 1999 HZ1
- (26663) 2000 XK47
- (27002) 1998 DV9 †
- (29075) 1950 DA
- (30825) 1990 TG1
- (30997) 1995 UO5
- (31662) 1999 HP11
- (31669) 1999 JT6
- (33342) 1998 WT24
- (35107) 1991 VH
- (35396) 1997 XF11
- (35670) 1998 SU27
- (36236) 1999 VV
- (36284) 2000 DM8
- (37638) 1993 VB
- (37655) Illapa
- (38086) Beowulf
- (38239) 1999 OR3
- (40267) 1999 GJ4
- (41429) 2000 GE2
- (42286) 2001 TN41
- (52340) 1992 SY †
- (52750) 1998 KK17
- (52760) 1998 ML14
- (52762) 1998 MT24
- (53319) 1999 JM8
- (53409) 1999 LU7
- (53426) 1999 SL5
- (53429) 1999 TF5
- (53550) 2000 BF19
- (53789) 2000 ED104 †
- (54509) YORP
- (55408) 2001 TC2
- (55532) 2001 WG2
- (65679) 1989 UQ
- (65690) 1991 DG
- (65717) 1993 BX3 †
- (65733) 1993 PC
- (65803) Didymos †
- (65909) 1998 FH12
- (66008) 1998 QH2
- (66063) 1998 RO1
- (66146) 1998 TU3
- (66253) 1999 GT3
- (66391) 1999 KW4
- (66400) 1999 LT7
- (67381) 2000 OL8
- (67399) 2000 PJ6
- (68216) 2001 CV26
- (68267) 2001 EA16
- (68346) 2001 KZ66
- (68347) 2001 KB67
- (68348) 2001 LO7
- (68372) 2001 PM9
- (68548) 2001 XR31
- (68950) 2002 QF15
- (69230) Hermes
- (85182) 1991 AQ
- (85236) 1993 KH
- (85585) Mjolnir
- (85640) 1998 OX4
- (85713) 1998 SS49
- (85770) 1998 UP1
- (85774) 1998 UT18
- (85818) 1998 XM4
- (85938) 1999 DJ4
- (85953) 1999 FK21
- (85989) 1999 JD6
- (85990) 1999 JV6
- (86039) 1999 NC43
- (86450) 2000 CK33
- (86666) 2000 FL10
- (86667) 2000 FO10
- (86819) 2000 GK137 †
- (86829) 2000 GR146
- (86878) 2000 HD24
- (87024) 2000 JS66
- (87025) 2000 JT66
- (87309) 2000 QP
- (87311) 2000 QJ1
- (87684) 2000 SY2
- (88213) 2001 AF2
- (88254) 2001 FM129
- (88710) 2001 SL9
- (88959) 2001 TZ44
- (89136) 2001 US16 †
- (89958) 2002 LY45
- (89959) 2002 NT7
- (90075) 2002 VU94
- (90147) 2002 YK14 †
- (90367) 2003 LC5
- (90403) 2003 YE45
- (90416) 2003 YK118
- (99942) Apophis
- (136617) 1994 CC
- (153591) 2001 SN263
- (367943) Duende
- (374158) 2004 UL
- (386454) 2008 XM
- 2002 VE68
- 2005 HC4
- (394130) 2006 HY51
- 2008 FF5
- 2008 HO3
- (410777) 2009 FD
- 2012 XE133
- 2013 ND15

Notes : † creuador extern